# Reverberación convolutiva

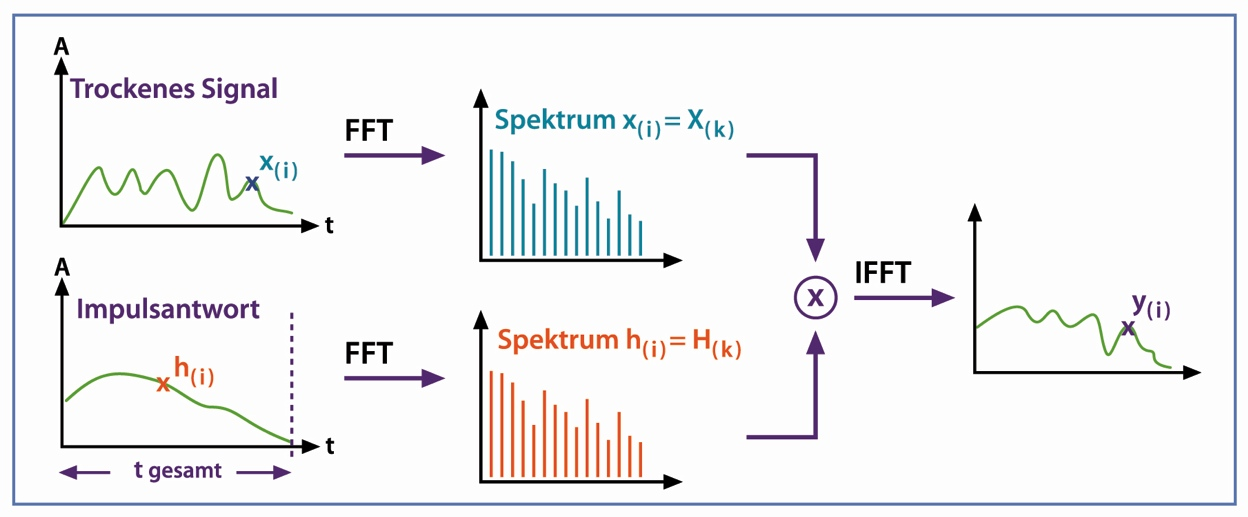

La reverberación convolutiva es un procesamiento digital de audio basado en el cálculo matemático de convolución. Permite simular la reverberación de entornos físicos o de unidades de reverb hardware. Utiliza respuestas a impulsos, que son muestras de audio pregrabadas de la respuesta de las reflexiones que genera el entorno, ya sea físico o virtual, a simular posteriormente. Las señales procesadas con este tipo de reverb sonarán como si la fuente de sonido se encontrase realmente en el entorno simulado.

## Obtención de respuestas a impulsos
Una sala se comporta con respecto a una fuente sonora de forma similar a un proceso de convolución. Este proceso matemático convierte dos funciones f y g en una tercera, la cual representa la magnitud en la que se superponen la primera y una versión trasladada e invertida de la segunda. El producto de convolución de dichas funciones responde a la integral ( f * g )(t ) = ∫ f (τ ) g (t − τ )dτ . ( f * g )(t ) = ∫ f (τ ) g (t − τ )dτ.
El impulso perfecto sería el que tuviese una duración infinitamente corta en el tiempo y nos proporcionase un ancho de banda en frecuencias también infinito. Esto es imposible pero matemáticamente hablando no lo es. Para ello se utiliza la delta de Dirac ( δ (t ) ) que es una distribución cuyo valor es infinito en un determinado punto y cero para los restantes. Esto implica que el ancho de banda será infinito, y que la integral entre más y menos infinito será uno. Al hacerse el producto entre cualquier función y la delta de Dirac el resultado es la función inicial f (t) *δ (t) = f (t). La función f (t) es lo que llamamos la respuesta al impulso y nos proporciona la información sobre las modificaciones de tiempo y frecuencia que sufriría la señal inicial reproducida en dicha sala.

## Aplicaciones

### Simulación de entornos reales
El uso más común de las reverberaciones convolutivas es la simulación de espacios reales con el fin de imitar su acústica. Reproduciendo y grabando un impulso, esto es, un sonido de muy corta duración (normalmente una chispa eléctrica o un barrido de ondas senoidales) en dicho espacio.

### Simulación de entornos virtuales
También se utilizan para simular la respuesta de u